# NGC 6547
NGC 6547 este o galaxie situată în constelația Hercule. A fost descoperită în 7 august 1864 de către Albert Marth. Se află la o distanță de 40,8 de megaparseci de Pământ.